# Схилдер, Робберт
Робберт Схилдер (нидерл. Robbert Schilder; родился 18 апреля 1986 года, Амстелвен) — нидерландский футболист, игравший на позиции полузащитника.
Начинал карьеру в амстердамском «Аяксе», воспитанником которого он является; в период с 2005 по 2009 год провёл за этот клуб в Эредивизи 24 игры и забил 1 гол. Обладатель Кубка и Суперкубка Нидерландов 2006 года в составе «Аякса». В сезонах 2006/07 и 2007/08 играл на правах аренды за «Хераклес» из Алмело. С 2009 по 2012 год выступал за клуб НАК.

## Клубная карьера
Робберт Схилдер начал заниматься футболом в своём родном городе Амстелвене в юношеских клубах «НФК/Броммер Амстелвен» и «Амстелвен Хемрад». В 1999 году Робберт в возрасте 13 лет перешёл в футбольную школу амстердамского «Аякса». Схилдер выступал за разные возрастные команды клуба, а 1 июля 2005 года подписал свой первый профессиональный контракт с «Аяксом». Дебют Робберта состоялся 2 февраля 2006 года в матче чемпионата Нидерландов против «Виллема II», завершившемся домашней победой «Аякс» со счётом 1:0. В той игре Схилдер вышел на замену вместо Джеффри Сарпонга на 87-й минуте. В дебютном сезоне за «Аякс» Робберт провёл четыре матча в чемпионате, а также стал обладателем Кубка Нидерландов.
В июле 2006 года Робберт продлил свой контракт с «Аяксом» до 30 июня 2009 года. В начале сезона 2006/07 Схилдер принял участие в матче за Суперкубок Нидерландов. 13 августа 2006 года на стадионе Амстердам АренА «Аякс» встретился с ПСВ, Робберт начал матч с первых минут, но в начале второго тайма он был заменён на Хедвигеса Мадуро. Матч завершился победой «Аякса» со счётом 3:1.
Спустя несколько недель, в конце августа 2006 года Схилдер был отдан в аренду клубу «Хераклес» из города Алмело. Дебютировал за «Хераклес» Робберт 27 августа 2006 года в гостевом матче против «Фейеноорда», матч завершился нулевой ничьей, а Схилдер отметился лишь жёлтой карточкой. В «Хераклесе» Схилдер стал одним из ключевых игроков клуба, играя практически во всех матчах. В сезоне 2006/07 Робберт сыграл 31 матч и забил один гол.
После окончания аренды Робберт вернулся в «Аякс». 28 августа 2007 года Схилдер забил свой первый мяч за «Аякс», это произошло в матче против «Херенвена», Робберт отличился на 52-й минуте матча, который в итоге завершился крупной победой «Аякса» со счётом 4:1. Однако тогдашний главный тренер клуба Хенк тен Кате не был впечатлён игрой Схилдер и поэтому спустя несколько месяцев Робберт был вновь отдан в аренду «Хераклесу». Но на этот раз Робберт не слишком часто попадал в основной состав команды, проведя всего 11 матчей и забив два мяча.
Вернувшись из аренды в 2008 году, Робберт был заявлен «Аяксом» на сезон 2008/09 под 37 номером, но уже тогда Схилдеру было сказано, чтобы он искал себе новую команду, так как клуб не собирается продлевать с ним контракт истекающий летом 2009 года. В феврале 2009 года Схилдер подписал четырёхлетний контракт с клубом НАК, который начинал действовать после окончания контракта с «Аяксом». При новом тренере «Аякса», Марко ван Бастене, Схилдер также не слишком часто попадал в основной состав, в чемпионате Нидерландов сезона 2008/09 Робберт провёл только 12 игр. Летом 2009 года Схилдер присоединился к своему новому клубу НАК. Дебют Робберта в чемпионате Нидерландов 2009/10 состоялся 2 августа в гостевой игре против «АДО Ден Хага», завершившемся победой НАКа со счётом 1:2.

### «Твенте»
17 июня 2012 года было объявлено о переходе Схилдера в «Твенте». После прохождения медицинского исследования с футболистом был подписан контракт на четыре года. Робберт впервые сыграл за клуб 26 июня, во время товарищеского матча с любительским клубом ВВК (0:7), который состоялся в Винтерсвейке.
Схилдер официально дебютировал за свой новый клуб 5 июля в первом матче 1-го квалификационного раунда Лиги Европы против «Унио Эспортива» из Андорры. В первой же игре Робберт сделал дубль за две минуты, поразив ворота на 28-й и 29-й минутах, соответственно. Матч завершился разгромной победой «Твенте» — 6:0.

## Карьера в сборной
В составе молодёжной сборной Нидерландов Схилдер в 2007 году участвовал на молодёжном Чемпионате Европы, который проходил в Нидерландах. На турнире Робберт не сыграл ни одной игры, так как был лишь запасным игроком. Нидерландцы смогли дойти до финала турнира, в котором победили молодёжную сборную Сербии со счётом 4:1.

## Достижения
«Аякс»
- Обладатель Кубка Нидерландов: 2005/06
- Обладатель Суперкубка Нидерландов: 2006

Сборная Нидерландов
- Чемпион молодёжного чемпионата Европы: 2007